# 漢慎陵
汉慎陵中国汉和帝刘肇及其皇后邓绥的合葬陵园，位于河南省洛阳市洛龙区。墓呈圆形，周长220米，高10米。